# Reisserita oranella
Reisserita oranella är en fjärilsart som beskrevs av Petersen 1957. Reisserita oranella ingår i släktet Reisserita och familjen äkta malar.
Artens utbredningsområde är Algeriet. Inga underarter finns listade.